# Pilinyi kultúra
A pilinyi kultúra a késő bronzkor egyik régészeti kultúrája. A régészeti kultúrákat azonosításuk megkönnyítésére általában a legjelentősebb vagy elsőként feltárt lelőhely alapján nevezik el. A Pilinyi kultúra is így kapta elnevezését a Piliny község határában álló Várhegyen megtelepedett népességről .

## Története
A Krisztus előtt 1500 és 1200 között itt élt közösség a mai és a történelmi Nógrád, Gömör és Hont megyék területét vette birtokba. Településeik nyomai folyók-patakok partjain találhatók. Földrajzilag fontos helyeken létesített telepeiket árokkal és sánccal erősítették meg. Ilyen tájból kiemelkedő magaslatokon épült földváraik hasonlóak a Piliny fölött magasodó Várhegyhez, mely ugyancsak jelentős lakhely volt a bronzkor folyamán. A várhegyen a régészeti feltárást Kubinyi Ferenc kezdte el, majd Nyáry Jenő folytatta és ifj. Nyáry Albert fejezte be. A hozzá tartozó urnatemetőt a Borsóson Nyáry Jenő, Érdy János és Rómer Flóris tárták fel.
E késő bronzkori közösségek földműveléssel és állattenyésztéssel foglalkoztak, emellett kézműipari termékeket is létrehoztak. Bronzból készített tárgyaik a mai ember csodálatát is elnyerik: e anyagból nemcsak szerszámokat (sarló, balta, véső) és fegyvereket (harci csákány, kard, tőr) de ruhadíszeket, ékszereket is készítettek. A fémművesség legszebb példányai szépen kidolgozott bronzedények, melyeket olykor szimbolikus jelentésű, pl. vízimadarakat, kereket ábrázoló díszítéssel láttak el.
Települései közelében megtalálhatók nagy kiterjedésű temetőik is. Halottaikat elhamvasztották, majd a hamvakat díszes agyagból készített urnákba helyezték. Az urnákat szájjal lefelé fordított tállal zárták le, az edényeket így állították a sírba. A sírokban megtalált állatcsont leletek tanúsága szerint a túlvilágra vezető útra a halott mellé ételt és italt is tettek.

## A Pilinyi kultúra ismertebb régészeti lelőhelyei
- Piliny
- Ópályi
- Forró
- Aranyos
- Istenmezeje
- Tófalu